# Néon bleu
Paracheirodon innesi
Pour les articles homonymes, voir néon (homonymie).
Espèce
Statut de conservation UICN

 NE  : Non évalué
Le tétra néon ou néon bleu (Paracheirodon innesi) est une espèce de poissons de la famille des Characidae. Originaire d'Amérique du Sud, il vit en bancs d'une centaine d'individus dans son habitat naturel. C'est l'un des poissons d'aquarium les plus populaires. 

## Description
À l'âge adulte, le tétra néon mesure environ 3-4 cm. Le mâle est plus svelte que la femelle, et sa ligne bleue serait plus rectiligne ; mais les deux sexes font la même taille.

## Espèces proches
Très proche du néon rouge, ou néon cardinalis (Paracheirodon axelrodi), il s'en distingue par le besoin d'une eau assez fraîche 20-22 °C, alors que le néon cardinalis a besoin d'une eau plus chaude, autour de 27 °C. Il en diffère également par sa bande rouge plus courte que celle du néon cardinalis, qui fait toute la longueur du corps. Ces poissons peuvent vivre entre 5 et 10 ans dans de bonnes conditions.
Il ressemble également au faux néon (Paracheirodon simulans) qui lui, en revanche, ne possède pas de rouge ou très peu.

## Répartition géographique et habitat

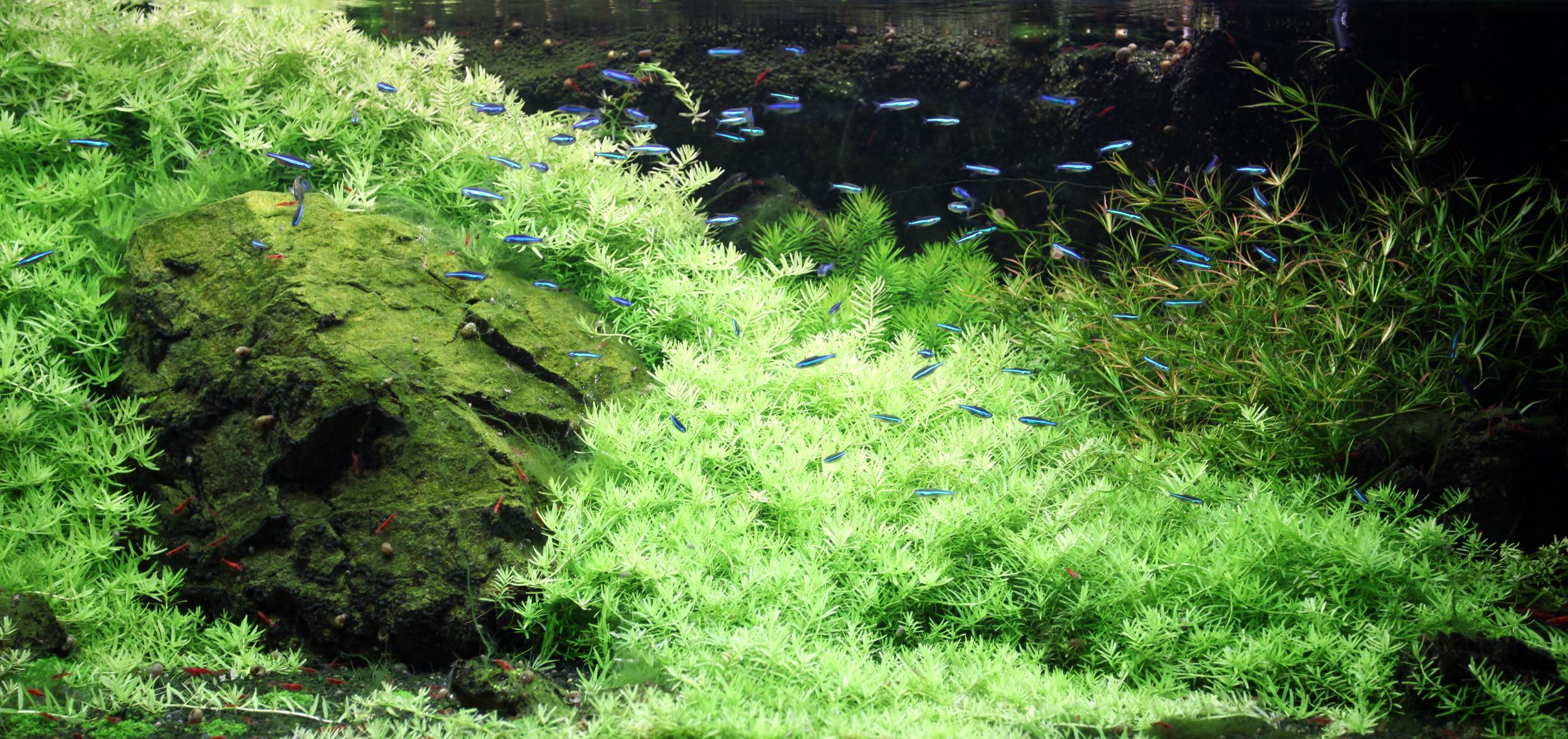
Reconstitution de l'habitat naturel du néon bleu.

Ce poisson est originaire d'Amérique du Sud, plus précisément du sud du Pérou, de la Colombie et du Brésil. Le pH de l'eau dans son milieu naturel est d'environ 6,6. L'eau est peu minéralisée et vient tout droit de la Cordillère des Andes à une température assez fraiche de 18  à   25 °C, caractéristique de l’eau fondue des montagnes. L’eau où il vit est donc douce (GH inférieur à 10) et légèrement acide (pH entre 6 et 7 au maximum). En captivité, il vaut mieux suivre ces paramètres, sinon il sera fragilisé et verra sa durée de vie diminuer à 2 ans seulement voire beaucoup moins parfois. Dans de bonnes conditions de maintenance, ils peuvent vivre jusqu'à 8-10 ans.

## Comportement
Dans la nature, ce poisson vit en bancs de centaines d'individus. Il utilise ses couleurs vives pour ne pas perdre la trace de son banc en eaux troubles, sombres ou ambrées. Pacifique, ce poisson reste un characidé, une hiérarchie va donc s’instaurer dans le groupe. Assez vif, il peut tout à fait poursuivre des alevins ou sembler avoir « un petit coup de folie ». Ce petit poisson est malheureusement cardiaque. Un manque de cachettes, des gestes brusques devant l’aquarium, des cohabitants trop dynamiques, taquins ou agressifs peuvent à plus ou moins long terme, fragiliser les néons voire réduire leur espérance de vie.

## Alimentation
C'est une espèce omnivore à tendance carnivore, et plus précisément insectivore. Il aime les larves de moustiques, les vers de vase, les artémias et les daphnies. Variez son alimentation pour une meilleure santé et de belles couleurs.

### Reproduction
L'espèce étant ovipare, la reproduction est assez difficile, le pH devra se situer autour de 5,5 et le GH autour de 2. Si la ponte se provoque facilement dans un bac d'une cinquantaine de litres avec un couple, des plantes touffues (mousse de java) et une température plus élevée autour de 26 °C, l'élevage des œufs et des alevins demande beaucoup d'attention et de précaution, ils ne supportent pas la lumière,. La ponte a lieu le matin après une parade. Le couple fraie au-dessus des plantes. Les œufs sont lucifuges. L'éclosion a lieu en 24 heures, et la nage libre des alevins en 5 jours. Une ponte donne entre 70 et 250 alevins. Après 14 jours, les jeunes se colorent en rouge et entre 18 et 21 jours on voit apparaître la bande longitudinale bleu-vert brillante.

## Maintenance en captivité

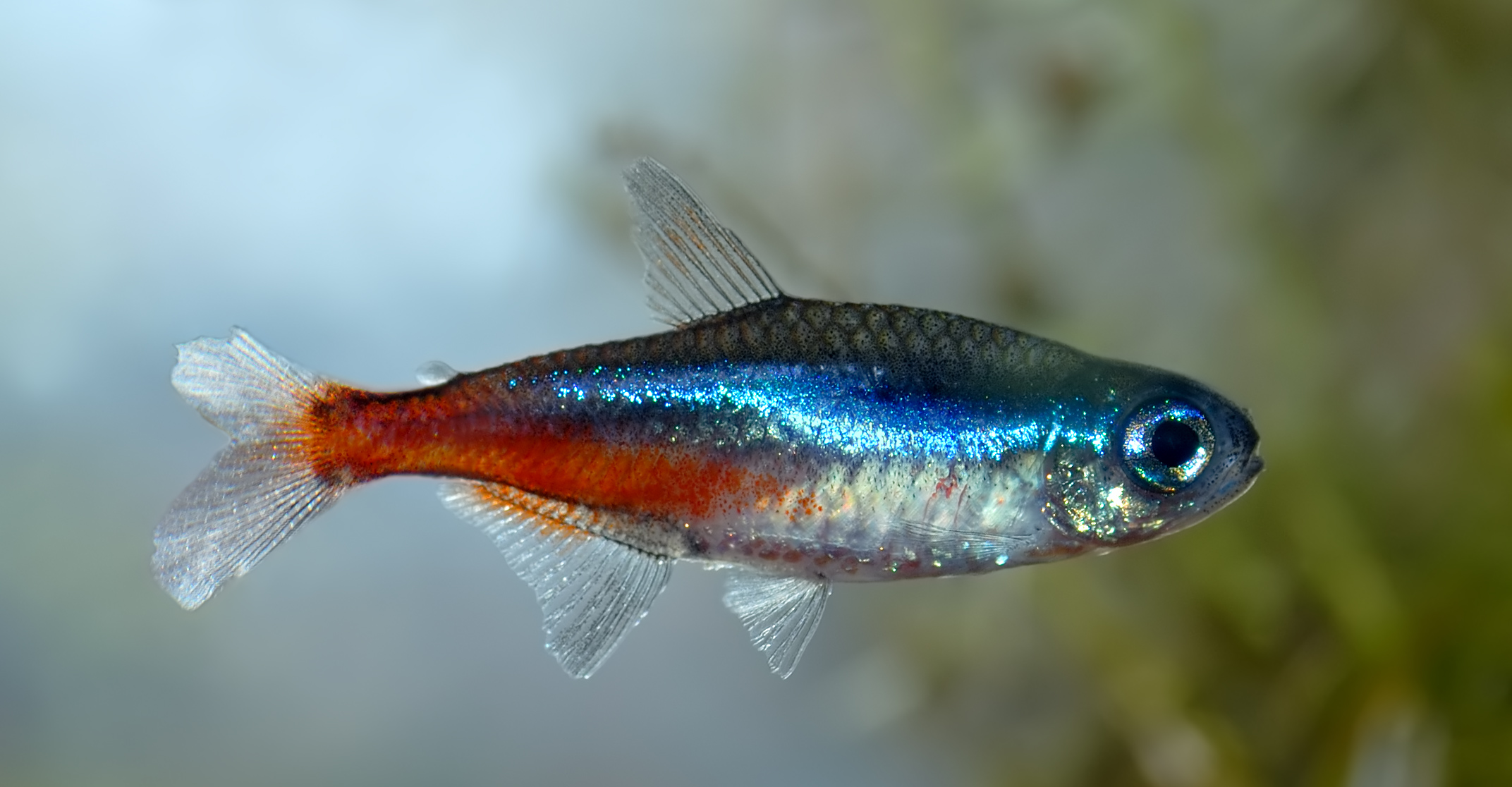
Néon bleu.

C'est un poisson très populaire en aquariophilie. 
Le néon (nom qu'on lui a donné à cause de ses couleurs aux reflets métalliques) est un poisson très paisible, vif et curieux mais aussi craintif. Il est grégaire, c'est pourquoi il doit toujours être maintenu en groupe d'une dizaine d'individus au minimum. C'est un poisson sensible qui est cardiaque, il faut à tout prix lui éviter le stress intense ou de longue durée et les chocs brutaux. Un néon stressé perdra rapidement ses couleurs. Il ne faut pas le faire cohabiter avec des espèces trop vives, encore moins avec de gros poissons qui le dévoreront. S'ils sont maintenus dans des conditions idéales, les néons bleus développeront des nageoires avec les extrémités noires, surtout chez les mâles. Cette caractéristique est aussi observée chez le Néon rose mais chez ce dernier, elles sont blanches. Pour le maintenir correctement, une eau douce légèrement acide filtrée sur tourbe dans un bac bien planté est idéale. Le pH doit être compris entre 6 et 7. Il vit en eau douce, entre 22 et 28 °C. La dureté devra être comprise entre 2°d GH et 13°d GH.
| Origine         | Amérique du Sud (Amazone)                                       | Eau           | eau douce                            |
| Dureté de l'eau | 2 à 20 °GH                                                      | pH            | 6 à 7                                |
| Température     | 25 °C (22-28) °C                                                | Volume mini.  | 80l à 120l pour une dizaine de neons |
| Alimentation    | Omnivore-nourriture se trouvant en animalerie, plutôt carnivore | Taille adulte | 3-4 cm                               |
| Reproduction    | ovipare                                                         | Zone occupée  | Milieu                               |
| Sociabilité     | Grégaire, 10 individus min.                                     | Difficulté    | Délicat                              |

Ils peuvent cohabiter avec des petites crevettes (Caridina multidentata et Cambarellus patzcuarensis orange, des escargots, des Corydoras schwartzi, des Corydoras paleatus, des otocinclus, des « néons roses », des Barbus faciolatus ou Barbus barilioides ; ce sont des petits barbus (5 à 6 cm à l'âge adulte), calmes, décoratifs, et qui ont besoin des mêmes paramètres en eau que les néons bleus. La cohabitation est aussi possible avec les remuants poisson zèbres, Danio margaritatus, Danio erythromicron, Microdevario kubotai (en), Sawbwa resplendens (en), combattant, et les Hyphessobrycon sweglesi (tétra fantôme rouge), si le bac est de grande taille, au moins 200 à 300 litres. Le volume du bac doit être au moins de 60 litres le principal étant d'avoir autour de 60 à 80 cm de longueur. Un bac bien planté filtré sur tourbe fera son bonheur.

### Élevage
Omnivore à tendance carnivore. Il accepte les paillettes mais préfère le vivant, ou le congelé à défaut. Bien varier la nourriture. Le jeûne est à pratiquer occasionnellement car il a tendance à grossir. Ce poisson se reproduit rarement en bac d'ensemble. Il faut donc prévoir un petit bac spécifique, et y installer le soir un couple. On le retire une fois la ponte terminée pour que les parents ne dévorent pas les œufs.

## Variétés de sélections
Il existe plusieurs variétés issues de la sélection :
- tétra néon diamant, teinte bleu métallique présente sur l'avant de la tête jusque derrière les yeux ;
- tétra néon brillant, l'aspect métallique prononcé disparaît au profit d'une brillance bleutée ;
- tétra néon albinos, doré mais avec l'œil rouge ;
- tétra néon doré, forme dorée légèrement décolorée. Le corps est jaune alors que les bandes rouges et bleues sont très atténuées.